# Moschea Fethiye
La moschea Fethiye (in greco Φετιχιέ τζαμί?; in turco Fethiye Camii, "moschea della conquista") è una moschea ottomana del XVII secolo nel centro di Atene, in Grecia.

## Storia

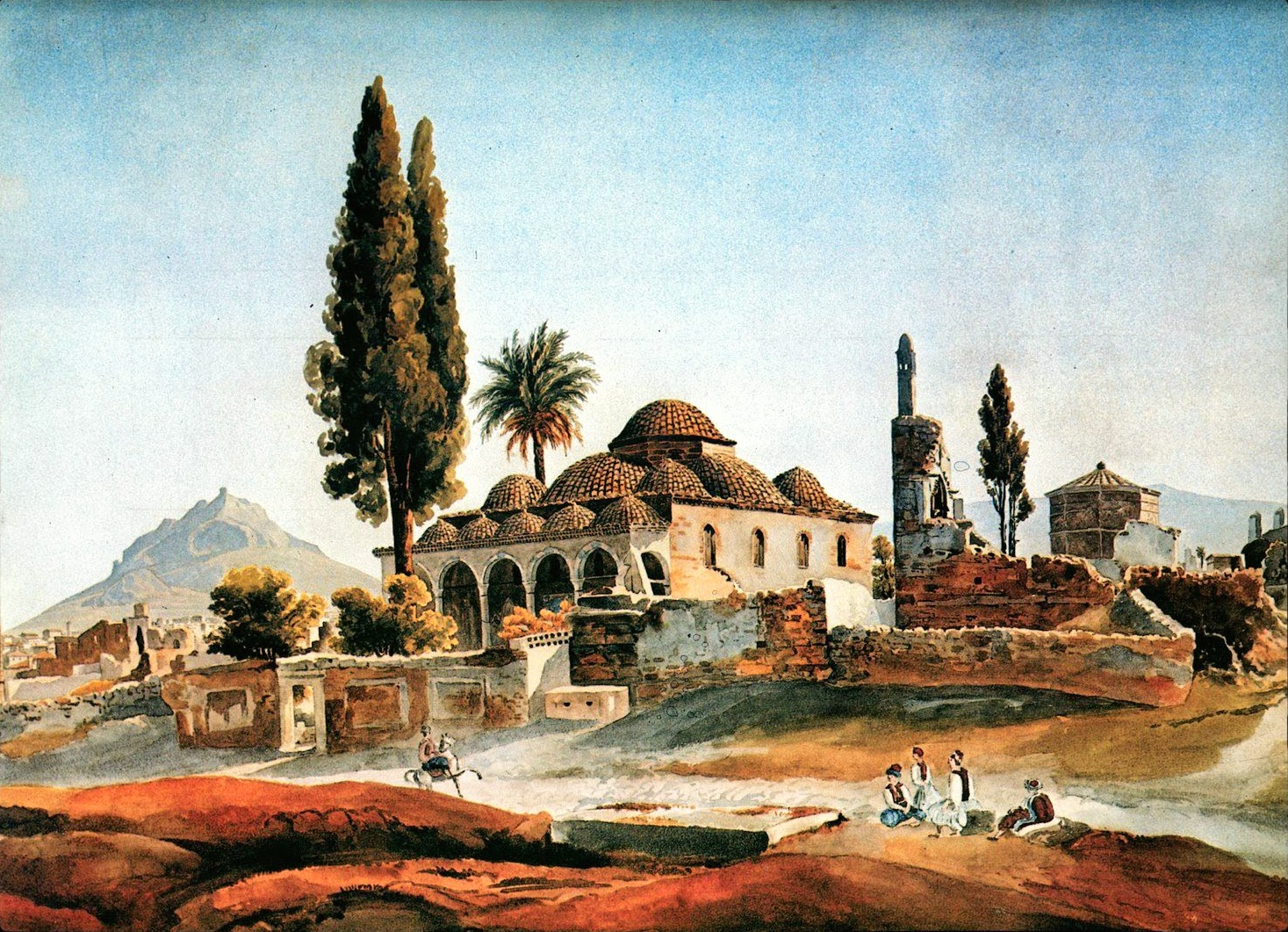
La moschea nel 1830, con la Torre dei venti sullo sfondo

La moschea Fethiye si trova sul lato settentrionale dell'antica Agorà romana ad Atene, vicino alla torre dei Venti, ed è stata costruita sulle rovine di una basilica cristiana del medio periodo bizantino (VIII / IX secolo). La chiesa cristiana fu convertita in moschea nel 1456/58, subito dopo la conquista ottomana del ducato di Atene, in concomitanza con la visita in città del sultano Maometto II nel 1458.
Solo un frammento del mihrab sopravvive da questa moschea, che fu demolito e sostituito dall'attuale struttura tra il 1668 e il 1670. La nuova moschea comprende un portico e una grande sala principale rettangolare, coronata da una cupola sostenuta da quattro pilastri. La cupola centrale è fiancheggiata da semi-cupole su ciascun lato e da cupole più piccole su ogni angolo. Il portico è sostenuto da cinque archi, ciascuno coronato da una piccola cupola, appoggiato su muratura sui lati e con quattro pilastri nel mezzo. Durante il periodo ottomano, era comunemente conosciuta come la "moschea del mercato del grano" (Τζαμί του Σταροπάζαρου). Durante la breve occupazione della città da parte delle forze veneziane nella guerra di Morea (ottobre 1687 - maggio 1688), la moschea fu convertita dai veneziani in una chiesa cattolica, dedicata a Dionigi l'Areopagita.
Dopo lo scoppio della guerra d'indipendenza greca, nel 1824 la moschea in disuso fu utilizzata come scuola dai Filomousos Eteria di Atene. Quasi nello stesso periodo, o poco dopo la fine della guerra, il minareto della moschea fu demolito. Dal 1834, dopo l'indipendenza greca, e fino all'inizio del XX secolo, fu utilizzato successivamente come caserma, prigione militare e infine come panificio militare, a quel punto furono aggiunte all'edificio le fornaci. All'inizio del XX secolo è utilizzato principalmente come deposito per vari reperti provenienti dagli scavi dell'Agorà e dell'acropoli di Atene.
Tranne la rimozione delle aggiunte recenti e il restauro alla sua forma originale nel 1935, la moschea non ha mai subito un restauro completo, e nel 2010 aveva mostrato seri problemi strutturali. Nell'autunno 2010, il Ministero della Cultura greco ha ordinato lo svuotamento dell'edificio dalle varie antichità ivi conservate e l'inizio del processo per ripristinarlo e aprirlo al pubblico. La decisione è stata sanzionata dal Consiglio archeologico centrale della Grecia nel 2013, aprendo la strada al suo restauro e alla sua apertura al pubblico come spazio per eventi culturali. La moschea restaurata dovrebbe essere aperta al pubblico a novembre 2016.